# Slag bij Naissus
De Slag bij Naissus vond plaats bij Naissus (het huidige Niš) in september 268 tussen het Romeinse leger, geleid door keizer Gallienus en een leger voornamelijk bestaand uit Goten, aangevuld met Herulen. De Romeinen behaalden hier een van hun grootste overwinningen uit de geschiedenis. Een generatie lang zouden de Goten geen gevaar van enige betekenis vormen voor het Romeinse rijk. De toekomstige keizers Claudius II en Aurelianus speelden ook een belangrijke rol in deze veldslag.

## Aanleiding
De slag bij Naissus was een gevolg van een massale invasie door de Goten in het Romeinse Rijk eind 267 en begin 268. De Gotische stammen waren de Donaulimes overgestoken en hadden de weg gevonden naar de rijke provincie Pannonië. De Romeinse verdediging kon geen vuist maken en diverse steden werden door de Goten stormenderhand ingenomen. Even vreesde men zelfs voor de veiligheid van de stad Rome.
Keizer Gallienus trok tegen de Goten ten strijde en behaalde in het voorjaar van 268 een moeizame overwinning, maar omdat het Romeinse Rijk ernstig verzwakt was door decennia van interne strubbelingen en burgeroorlogen, was het niet in staat om de Goten uit de provincie te verdrijven. De Goten konden doorgaan met plunderen totdat Gallienus in de zomer een tweede veldtocht tegen hun uitrustte. Gallienus stelde ditmaal een zeer mobiel leger samen, grotendeels bestaande uit cavalerie-eenheden van meerdere legioenen.

## De veldslag
Aan de vooravond van de slag versloeg de Dalmatische cavalerie een duizendtal Gotische ruiters. Maar tijdens de slag waren het in eerste instantie de Goten, die de Romeinen achteruit dreven. Het Romeinse leger hield echter dapper stand, en ging in de tegenaanval met hulp van de cavalerie onder leiding van Aurelianus, de latere keizer. De Gotische cavalerie werd verslagen en de slag kantelde. De Goten werden ditmaal achteruit gedreven en gedwongen terug te trekken naar hun basiskamp. Tijdens de achtervolging door de Romeinse cavalerie stortte de Gotische weerstand in en sloegen de Goten op de vlucht. In de ontstane chaos werden tussen de 30.000 en 50.000 Goten gedood of gewond en duizenden gevangengenomen. Veel van de gevangengenomen Goten kozen ervoor om dienst te nemen in het Romeinse leger en zouden jaren later onder Claudius II en Aurelianus succesvolle overwinningen boeken. Gallienus kon de veldtocht tegen de Goten niet afmaken, omdat hij vanwege nieuwe opstanden elders in het rijk naar Italië terug moest keren. Een deel van de Goten was daardoor in staat te ontsnappen.

## Betekenis
De vernietigende nederlaag, gekoppeld aan het verlies in april datzelfde jaar, brak de kracht van de Goten. Sommigen bleven in het Romeinse Rijk tot 271, toen Aurelianus de laatste resten van hun troepen over de Donau wegjoeg. De overwinning bleek zo volkomen te zijn dat de Romeinen tot in de eerste helft van de volgende eeuw weinig meer te duchten hadden van de Goten.